# Gulyás Gergely
Gulyás Gergely Győző (Budapest, 1981. szeptember 21. –) magyar jogász, politikus. 2010-től a Fidesz országgyűlési képviselője, frakcióvezető-helyettese, majd 2017–2018 között frakcióvezetője. 2014 májusától 2017 októberéig az Országgyűlés alelnöke. 2018-tól miniszterelnökséget vezető miniszter. A 2024-es Befolyás-barométer szerint ő Magyarország 10. legbefolyásosabb személye.

## Élete
Budapesten született, egy ismert ügyvéd fiaként. A Lónyay Utcai Református Gimnáziumban érettségizett. 2004-ben szerzett jogi diplomát a Pázmány Péter Katolikus Egyetem Jog- és Államtudományi Karán, 2007-ben szakvizsgát tett.
2004-től ügyvédjelölt, 2008-tól ügyvéd. 2005-től megbízott egyetemi oktató a Károli Gáspár Református Egyetem Alkotmányjogi Tanszékén.

## Politikai életútja
Először a Fidesz 2005 végén létrehozott ifjúsági tagozatába lépett be. 2006-tól a Fidesz országos választmányának tagja, 2007-től a Szabadság Kör tagja. Rendszeresen részt vett a kör rendezvényein és sajtótájékoztatóin. 2009 januárjában felkerült a Fidesz európai parlamenti listájára, de 21. helye nem volt befutó. A 2010-es választásokon Vas megyei területi listáról jutott be az Országgyűlésbe. A 2002-2010 között elkövetett jogsértéseket (köztük a 2006. őszi tiltakozások során történteket) vizsgáló parlamenti albizottság elnöke, az alkotmány-előkészítő eseti bizottság fideszes alelnöke, 2011-2012 között a nemzetbiztonsági bizottság alelnöke volt.
Azon három személy egyike, akikre a kormánypártok az új „Fidesz”-alkotmány megszövegezését bízták, amely a választási rendszert is átírta oly módon, ami a tiltakozók szerint a kormánypárt koalíciónak kedvez. Ő volt a frakció vezérszónoka az alaptörvény előkészítéséről szóló parlamenti vitában.
Ő terjesztette be a „lex Biszku”-nak is nevezett törvényjavaslatot, amely a korábbi Zétényi–Takács-féle elévülési törvény szellemében megpróbálta az 1956-os forradalom utáni megtorlások „megrendelőit”, az akkori igazságszolgáltatás egyes szereplőit emberiesség elleni bűntettek miatt felelősségre vonatni.
2015. december 13-án a Fidesz négy alelnökének egyikévé választották, tisztségét 2019. szeptember 29-ig töltötte be.
A 2018-as magyarországi országgyűlési választásokon egyéni mandátumot szerzett.
2023. március 23-án a Vlagyimir Putyin orosz elnök elleni, a Nemzetközi Büntetőbíróság (ICC) által kiadott elfogatóparancsról azt mondta: „Magyarország nem tartóztatná le Putyin orosz elnököt, ha belépne az országba." 

## Magánélete
2024 decemberében megnősült, felesége a Hír Tv egyik bemondója, Budai Ivett. 2025. júliusában kislányuk született.

## Kötetei
- Ablonczy Bálintː Az alkotmány nyomában. Beszélgetések Szájer Józseffel és Gulyás Gergellyel; Elektromédia, Kerepes, 2011 (angolul, franciául, németül is)